# 中山 (富山県)
中山（なかやま）は、富山県中新川郡上市町にある標高1,255mの山である。
奥大日岳から北西に派生する尾根の末端にある。山頂からは、剱岳の大展望が望めるため、多くの登山者が訪れる。
山中には立山杉の巨木があり、そこは五本杉ノ平と呼ばれている。

## 登山道
馬場島から直接尾根を登るルートと、林道を進み東小糸谷に沿って登るルートの2本ある。
いずれの道も、一般登山者が登れるルートであるため、山頂経由で周遊することができる。

## 近隣の山
- 剱岳
- 毛勝山
- 奥大日岳
- 大日岳

## 関連図書
- 『新日本山岳誌』ナカニシヤ出版、ISBN  4-7795-0000-1
- 『改訂版　富山県の山』山と渓谷社、ISBN 978-4-635-02367-2